# Gerência
A gerência designa o desempenho de tarefas de gestão dos assuntos de um grupo. No contexto de empreendimentos e grupos empresariais, a palavra gerência pode ser a abreviação de diversos termos relacionados à administração da empresa:
- Gerência de cadeia de suprimentos
- Gerência de operações
- Gerência de projetos